# Клеохария
Клеохария — персонаж греческой мифологии из лаконского цикла, жена Лелега и предок царей Спарты.

## В мифологии
Согласно античным авторам, Клеохария была наядой (речной нимфой) и женой царя Лаконии Лелега. Она родила двух сыновей — Милета и Поликаона. Её внуком был Эврот, отец Спарты и тесть Лакедемона. Таким образом, Клеохария была связана с основными спартанскими эпонимами и считалась предком всех спартанских царей.